# 李周妍
李周妍（1987年3月19日—），未正名前音譯為李珠妍。韓國女歌手、演員，韓國女子團體After School第一期成員及分隊After School Blue的隊長。2014年12月31日與Pledis娛樂合約到期不續約離開公司，宣布從After School畢業。

## 經歷
2002年，李周妍因為被韓國Daum Cafe的五大臉讚網站推薦為「臉讚」之一而引起人們的注意，因此受到了廠商的青睞和邀請拍攝廣告。在2008年，李周妍以孫淡妃的朋友身份出現在MBC《介紹明星的朋友》節目中，她耀眼的外表再次吸引了人們的目光。
2009年1月17日，李周妍以女子團體After School歌手身份出道，接著隔年即參與了知名的農村實境綜藝節目《青春不敗》第一季，成為了New G7固定成員之一。此外，她也與李太成一起出演了音樂真人秀節目《那女人作詞，那男人作曲2》，節目安排男女主角一起去旅行尋求靈感，並共同完成製作一首歌。拍攝期間，他們曾到訪台灣的平溪、北投和淡水，這個經歷也讓她更深入了解當地文化。
自從李周妍以歌手身份出道後，她一直沒有放棄自己對演戲的願望。2010年，她開始挑戰電視劇，在《笑吧！東海》中的演技備受觀眾認可，該劇的收視率更一度達到了44.8%。拍完《笑吧！東海》之後，李周妍接到了《田禹治》的邀約，首次嘗試古裝劇題材，這對她來說具有極其特別的意義。李周妍在接下來的日子裡，不僅接連拍攝電視劇，還踏足電影和舞台劇的演出領域，展現了她全方位發展的決心。她也表示，未來還想挑戰不同類型的角色，並不斷提升自己的演技水平。
2014年底，李周妍的專屬合約與經紀公司Pledis娛樂到期，她決定不再續約並退出After School。於2015年1月11日，李周妍舉行了畢業典禮和迷你粉絲見面會。離開Pledis娛樂後，李周妍於2015年1月19日加入新東家Better娛樂，以個人身份重新開始她的演藝事業，並開始涉足演戲等多個領域的活動。

## 出演作品

### 音樂錄影帶
- 2006年：Tony An（安勝浩）〈유추프라카치아（断肠草）〉
- 2009年：E.Bul〈사고치고싶어（我想闖禍）〉
- 2009年：Tae Goon（泰君）〈속았다（被騙了）〉
- 2014年：Tae Wan（태완）〈굿모닝（早安）〉

### 舞台劇
- 2014年：《Man From Earth》飾演 Sandy
- 2016年：《生疏的人們》飾演 柳和怡[15]
- 2021年：《特殊骗子》飾演 芭芭拉．史密斯

### 電影
- 2007年：《My Tutor Friend 2》飾演 Azumi
- 2011年：《白色：詛咒的旋律》飾演 Pure女團成員
- 2015年：《對不起 我愛你 謝謝你》飾演 鄭惠美[16]
- 2017年：《金權性內幕》飾演 車美蓮
- 2017年：《超級市長》飾演 魅力女孩
- 2018年：《明堂》飾演 接待妓生
- 2022年：《噢！我的鬼神》飾演 姜世雅
- 2022年：《不滅的女神》飾演 秀晶 （電影剪輯版）

### 電視劇
- 2010年：KBS《笑吧！東海》飾演 尹世英
- 2012年：SBS《蝾螈道士和影子操作團》客串飾演 金詩羅
- 2012年：tvN《請回答1997》客串飾演 李周妍[17]
- 2012年：KBS《田禹治》飾演 銀雨
- 2013年：tvN Mnet《Monstar》客串飾演 雅莉
- 2013年：tvN《請回答1994》客串飾演 李周妍
- 2014年：MBC《改過遷善》飾演 李美莉[18]
- 2014年：MBC《Hotel King》客串飾演 蔡媛[19]
- 2016年：JTBC《Fantastic》客串飾演 女演員
- 2016年：tvN《Entourage》客串飾演 李周妍
- 2017年：SBS《師任堂，光的日記》飾演 李貞環
- 2017年：MBC《多樣的兒媳》飾演 黃金星[20]
- 2018年：SBS《訓南正音》飾演 秀智
- 2018年：MBN《馬成的喜悅》飾演 李夏琳
- 2020年：SBS《Hyena：富豪辯護人》飾演 徐正華
- 2024年：ENA《夜限照相馆》客串飾演 處女鬼

### 網路電視劇
- 2016年：NAVER TVCast《不滅的女神》飾演 秀晶[21]
- 2016年：Oksusu《The Facetale：申代理啊》飾演  申代理
- 2022年：Disney+《第六感之吻》飾演 吳智英

### 綜藝節目
- 2010年：KBS《青春不敗》第一季 NEW G7（第33集—第58集）
- 2012年：MBC Music《那女人作词，那男人作曲2》（與李太成出演）
- 2017年：Fashion N《Follow Me8》MC（與徐智慧、具在伊、車貞媛、鄭彩姸）
- 2018年：SBS《丛林法则 北馬利安納群島》 （第344集—第348集）

### 模特兒
- Tokyo Girls Collection 2011 S/S
- Girls Award 2011 A/W
- 2012 Kiss SUPPORTED BY Girls Award
- Girls Award 2012 S/S
- TOKYO RUNWAY 2013 A/W
- KANSAI Collection 2013 A/W
- Girls Award 2013 A/W
- KANSAI Collection 2014 S/S
- FACO FUKUOKA ASIA COLLECTION 2014 S/S
- TOKYO RUNWAY 2014 S/S
- KANSAI Collection 2014 A/W
- 日本カワイイ博 IN NIIGATA 2014
- Maruko Making Proportion Contest 2014
- KANSAI Collection 2015 S/S
- Maruko Making Proportion Contest 2015

## 音樂作品
所屬團體之共同作品，請參閱After School

### 原聲帶
| 發行日期      | 專輯名稱                                               | 歌曲名稱    | 作詞   | 備註           |
| ------------- | ------------------------------------------------------ | ----------- | ------ | -------------- |
| 2012年10月9日 | 《那女人作詞，那男人作曲2 (Episode 2. 李太成-李周妍)》 | Remember Me | 李周妍 | TONYMOLY廣告曲 |

## 見面會
- 李周妍 畢業典禮和迷你粉絲見面會

| 日期          | 見面會站次 | 舉行地點              |
| ------------- | ---------- | --------------------- |
| 2015年1月11日 | 首爾站     | 清潭洞 Ilchi Art Hall |

## 外部連結
- 李周妍的Instagram帳戶 
- 李周妍的X（前Twitter） 
- 李周妍的新浪微博（中文）